# Bitwa pod Kynoskefalaj (197 p.n.e.)
Bitwa pod Kynoskefalaj – decydujące starcie drugiej wojny macedońskiej, które miało miejsce w maju roku 197 p.n.e.

## Tło starcia
Wiosną 197 roku p.n.e. armie republiki rzymskiej i królestwa macedońskiego walczyły w Tesalii. Wojskami rzymskimi dowodził Tytus Kwinkcjusz Flamininus, a macedońskimi król Filip V. Do starcia doszło na wzgórzach Kynoskefalaj  (gr. Kynos kephalai – psie głowy) w pobliżu Larisy. Obydwie armie rozłożyły obozy po przeciwnych stronach wzgórz, nie wiedząc, że po drugiej stronie znajduje się przeciwnik (aczkolwiek obaj wodzowie zdawali sobie sprawę, że wróg znajduje się w okolicy). Filip V wysłał wielu żołnierzy z zadaniem zdobycia żywności.

## Siły przeciwników
Wojska Filipa V liczyły 25 500 żołnierzy, w tym 16 000 falangistów, uzbrojonych w kilkumetrowe włócznie sarisy. Oprócz tego w skład jego armii wchodziło 2000 peltastów, 5500 innych lekkozbrojnych (głównie Ilirów i Traków) oraz 2000 konnych (Tesalowie i Macedończycy).
Wojska rzymskie liczyły od 26 000 do 33 000 żołnierzy. Ich podstawę stanowiły dwa legiony, które razem z kontyngentami italskich sprzymierzeńców osiągały liczebność około 22 000 zbrojnych. Do tego dochodzili lekkozbrojni piechurzy: 6000 (lub 600, gdyż obie te liczby występują w starożytnych źródłach) Etolów, 1200 Athamanów i 800 Kreteńczyków (ci ostatni byli najemnikami przysłanymi przez Spartę). Rzymską kawalerię tworzyło 2500 jeźdźców (w tym 400 Etolów i być może 1200 Numidyjczyków z Afryki). Siły te uzupełniało kilkanaście słoni, przysłanych przez władcę Numidii, Masynissę, oraz przez Kartaginę.

## Przebieg bitwy

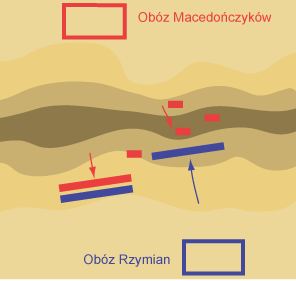
Prawe skrzydło Macedończyków spycha lewe skrzydło Rzymian, reszta rzymskiej armii atakuje rozproszone oddziały lewego skrzydła Macedończyków

Bitwa zaczęła się od przypadkowego starcia wysłanych na wzgórza oddziałów zwiadowczych, liczących 1300 ludzi po stronie rzymskiej i około 2000 po macedońskiej. Pierwsze starcie wygrali Macedończycy, ale Flamininus skierował do walki 2500 Rzymian i Etolów. Spychani ze wzgórz Macedończycy wysłali gońców po odsiecz i wkrótce przybyło około 4–5 tysięcy jazdy i lekkozbrojnej piechoty ponownie zmuszając Rzymian do opuszczenia wierzchołków wzgórz. Widząc to Flamininus zrozumiał, że za wzgórzami stoi cała armia macedońska i nakazał ustawić do bitwy resztę swoich wojsk. Tymczasem dowódcy walczących na wzgórzach Macedończyków wysłali do króla gońców z informacją, że wróg się cofa i należy zadać decydujący cios. Filip V rozkazał więc ruszyć do walki swojej najpotężniejszej formacji – falandze.

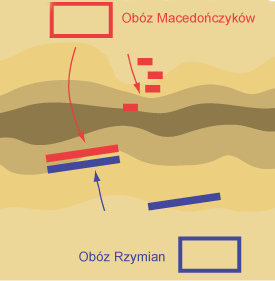
Prawe skrzydło macedońskie atakuje lewe skrzydło Rzymian, reszta głównych sił macedońskich dopiero wspina się na wzgórza

Gdy falangiści formowali szyki, po drugiej stronie wzgórz Flamininus poprowadził do boju lewe skrzydło swoich wojsk – co najmniej 12 000 ludzi, głównie ciężkozbrojnych legionistów. Zwyciężający na wzgórzach Macedończycy nie byli w stanie wytrzymać tego uderzenia i zaczęli się cofać. Nagle Rzymianie ujrzeli jak wyrasta przed nimi las długich macedońskich włóczni. Było to prawe skrzydło falangi, które Filip poprowadził na wzgórza, mimo że lewe skrzydło nie było jeszcze gotowe (część żołnierzy wysłanych po żywność wracała dopiero do obozu). Gdy Filip zobaczył nacierających Rzymian, postanowił nie czekać na dowodzone przez Nikanora lewe skrzydło. Rozwinął szyk bojowy i runął na wojska Flamininusa, które już przygotowały się na starcie z ciężkozbrojną piechotą macedońskiego króla. Nacierający z góry, uzbrojeni w długie sarisy Macedończycy zaczęli spychać lewe skrzydło Rzymian, którzy nie byli w stanie przedrzeć się przez gąszcz włóczni.
Widząc to Flamininus zrozumiał, że nie powstrzyma królewskiej falangi. Udał się więc na prawe skrzydło swoich wojsk, które dotychczas nie uczestniczyło w walce. Liczyło ono 16 000 Rzymian i Etolów (jeśli przyjąć, że w bitwie uczestniczyło 6000 etolskich piechurów), wspartych przez kilkanaście słoni. Flamininus skierował ich na wciąż niegotowe do walki lewe skrzydło Macedończyków (część jego żołnierzy dopiero wspinała się na wzgórza, część stała na nich bezczynnie, a reszta usiłowała dopędzić królewską falangę). Potężne uderzenie zmiotło pojedyncze oddziały falangistów, jazdy i lekkozbrojnych. Rozproszone lewe skrzydło macedońskiej armii zaczęło się cofać, a Rzymianie i Etolowie ruszyli za nim. Tym samym bitwa rozpadła się na dwa niezależne starcia. Na swym prawym skrzydle Filip spychał lewe skrzydło Rzymian, a Flamininus na prawym rzymskim ścigał lewe skrzydło Macedończyków.

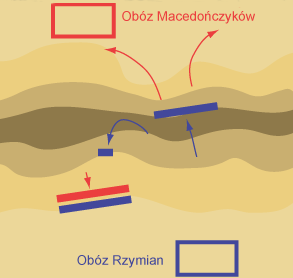
Rzymianie rozbijają lewe skrzydło Macedończyków, około dwóch tysięcy legionistów zawraca i atakuje od tyłu resztę macedońskiej armii

O wyniku bitwy przesądził anonimowy trybun. Widząc, że na prawym rzymskim skrzydle zwycięstwo jest przesądzone, wydzielił z niego około dwóch tysięcy legionistów i zawracając, ponownie wspiął się na wzgórze za królewską falangą na macedońskim prawym skrzydle, uderzając na nią od tyłu. Zaskoczeni Macedończycy z tylnych szeregów falangi nie zdążyli dokonać zwrotu, by przyjąć legionistów ostrzami saris, słabiej uzbrojeni i opancerzeni od rzymskiej piechoty (oprócz sarisy, mieli tylko krótki miecz i małą tarczę) nie mieli szans na skuteczną walkę wręcz z atakującym od tyłu i z góry wrogiem. Falanga rozpadła się niemal natychmiast. Falangiści masowo podnosili swe długie włócznie w górę na znak kapitulacji, nie pojmujący tego znaku Rzymianie wycinali ich dalej, w rezultacie doszło do całkowitego pogromu macedońskiego prawego skrzydła. Filip wycofał się z kilkoma konnymi na wzgórze i widząc klęskę na obu skrzydłach, wraz z garstką macedońskich i trackich jeźdźców opuścił pole bitwy.
Łącznie zginęło w niej około 8 tysięcy Macedończyków, a 5 tysięcy królewskich żołnierzy dostało się do niewoli. Po stronie rzymskiej poległo ok. 700 żołnierzy.

## Następstwa
Bitwa pod Kynoskefalaj była obok przegranej pod Pydną z Rzymianami największą klęską macedońskiej falangi w historii antycznych wojen. Wraz z bitwą pod Pydną oraz katastrofą armii Seleucydów w bitwie z Rzymianami pod Magnezją udowodniła przewagę legionu nad falangą, obnażając jej niedoskonałości - wrażliwość na ataki z flanki i od tyłu oraz trudność w utrzymaniu jej szyku w terenie nierównym. Liczne kraje basenu Morza Śródziemnego, stosujące dotąd falangę (uznawaną powszechnie od czasów podbojów Aleksandra za najlepszy szyk bojowy wojsk pieszych) zaczęły odtąd dążyć do tworzenia formacji wzorowanych na rzymskim legionie. Dotyczyło to zwłaszcza syryjskiego państwa Seleucydów i Egiptu Ptolemeuszy. Nie miało jednak większego wpływu na sytuację polityczno-wojskową na arenie międzynarodowej II wieku p.n.e. i nie zapobiegło podbojowi tych państw przez Rzym.